# Jeszenszky Lajos

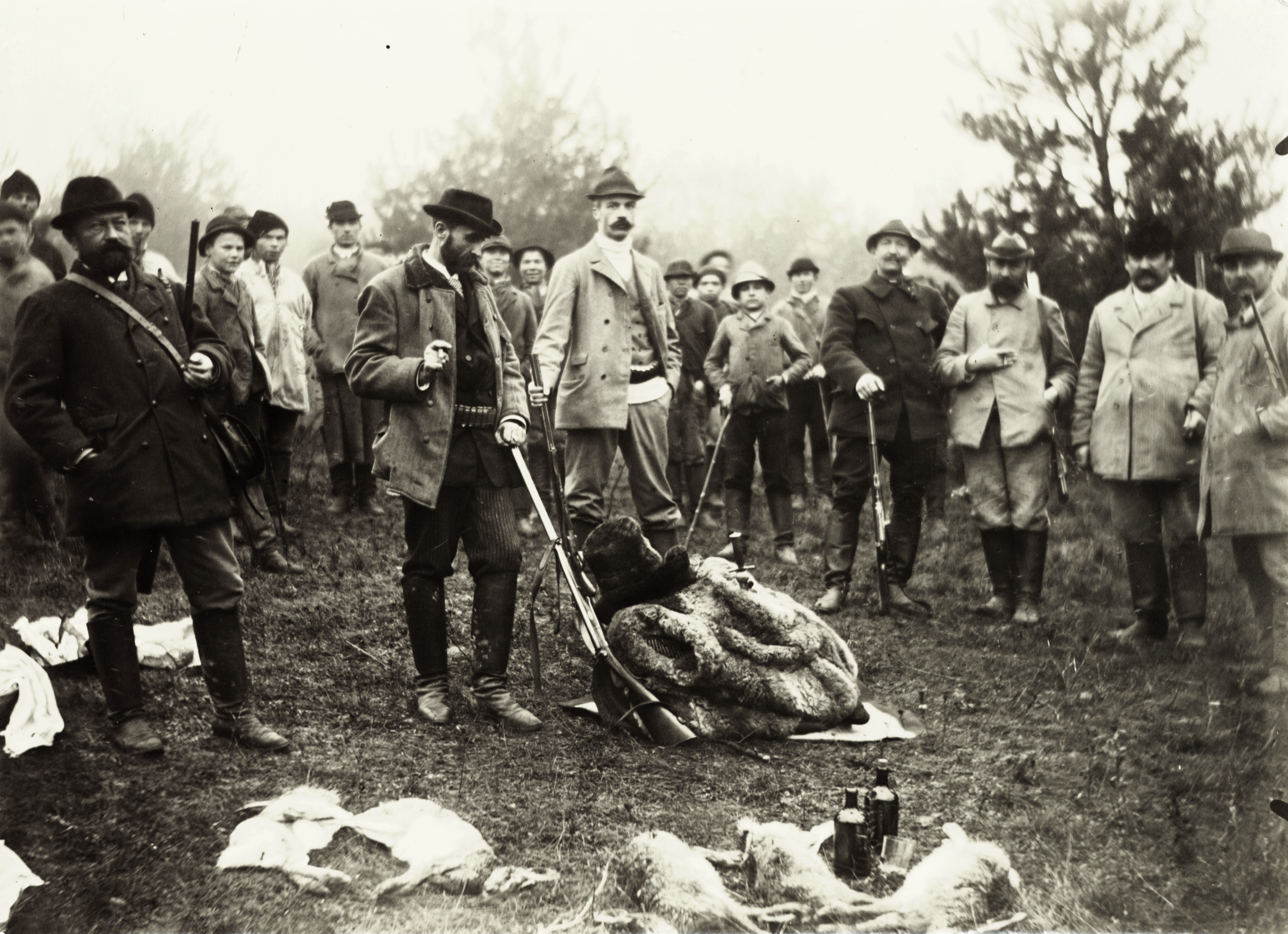
Jeszenszky Lajos középen

Kisjeszeni Jeszenszky Lajos (szlovákul Ľudovít Jesenský; Csejte, 1867. június 6. – Csejte, 1953. március 10.) osztrák-magyar attasé, diplomata.

## Élete
Édesapja Jeszenszky Lajos (1814-1885) főszolgabíró, ügyvéd, országgyűlési képviselő, a gróf Forgách család ügyésze, édesanyja Okolicsányi Jozefina volt. Testvérei Jeszenszky Sándor (1851-?) és Jeszenszky Géza (1857-1942) hivatalnok, éremgyűjtő.
Svájc és az Amerikai Egyesült Államok főkonzulja volt.
Az első világháborút követően is Csejtén maradt a családi kúriájában. 1951-ben Rakovszky Antal kocsóci kastélyából való kitelepítését követően, nála lakott.
Utóda nem volt, a családi iratanyaga végül a Magyar Nemzeti Levéltár Országos Levéltárába került. A családi képtárnak egy része a hagyatékából a Trencséni Múzeumba került.

## Elismerései
- Vaskorona III. osztálya
- Háborús polgári kitüntetés II. osztálya
- Medsidje-rend (1851-től) harmadik osztálya (török szultán)

## Művei
- 1915 Járdáni Temérdek András ivadékai, A nagyrákói Rakovszky, nagyrákói Feja, kisjeszeni Jeszenszky, kisjeszeni Pavlovics és kisjeszeni Jámbor családok. Turul, 1915/3-4, 57-64.
- 1936 A kisjeszeni és nagyjeszeni Jeszenszky-család viszálya azonos családnév használata miatt. Turul 1936/3–4.
- 1940 A kisjeszeniek - A kisjeszeni Jeszenszky, Túróczy, Paulovics és Jámbor, valamint a velük közös eredetű nagyrákói Rakovszky és Féja családok története. Csejte (Buenos Aires, 2007)